# Mimusops bagshawei
Mimusops bagshawei là một loài thực vật có hoa trong họ Hồng xiêm. Loài này được S.Moore mô tả khoa học đầu tiên năm 1906.